# Öratjärnen (Ljusdals socken, Hälsingland, 687285-149728)
Öratjärnen är en sjö i Ljusdals kommun i Hälsingland och ingår i Ljusnans huvudavrinningsområde. Sjöns area är 0,033 kvadratkilometer och den befinner sig 272 meter över havet.